# Станојло Вукчевић
Станојло Вукчевић (Јасиковица, 19. новембар 1850 — Београд, 23. јануар 1933) био је српски лекар и политичар.

## Биографија
Рођен у селу Јасиковици код Трстеника 10. новембра 1850. године. Основну школу је завршио у селу Рибник, а гимназију и учитељску школу у Крагујевцу (1871).
Радио је седам месеци као учитиљ у Алексинцу, а након тога уписао студије медицине у Петрограду, које је прекинуо 1876. због учешћа у Првом српско-турском рату, као лекарски помоћник.
Након прекида непријатељстава студије је наставио у Москви, које је такође прекинуо због учешћа у Другом српско-турском рату, у коме је учествовао у чину санитетског потпоручника и радио у санитету Српске војске. Након тога је као стипендиста Трстеничког округа отишау у Париз, где је дипломирао медицину 1884. године.
По завршетку студија радио је као срески лекар у Трстенику, и први државни лекар у Врњачкој Бањи.
Учествовао је и у Српско-бугарском рату (1885), као санитетски капетан.
Након тога је постављен за среског лекара у Пожаревцу. Био је управник Пожаревачке болнице и редовни члан Српског лекарског друштва. Писао је стручне радове.
Одликован је Таковским крстом, Орденом Светог Саве III степена, Орденом белог орла V реда.
Био је првак Радикалсне странке, у чији рад се укључио 1886. године када је учествова у великој радикалској скупштини у Нишу. Године 1889. је изабран за народног посланика за пожаревачки срез. За члана и секретара сената изабран је 1901. године, а за председника Народне скупштине 1908. 
У току Првог светског рата две године (1916—1918) је био интерниран у Пловдиву у Бугарској.
Након ствараања Краљевине СХС, изабран је за председника парламента и до 1923. је биран за посланика.
Пензионисан је 1921. године, као помоћник министра народног здравља.
Бавио се и новинарством. Сарађивао је у пожаревачком листу „Грађанин“, чији је један од оснивача и једно време уредник, као и у „Српском архиву“ (за целокупно лекарство).
За председника „Клуба лекара“ изабран је 1928. године и „Друштва лекара“ 1930 године у Пожаревцу. Са Стојаном Нешићем превео је књигу професора Бечког универзитета Ернеста Брикеа „Како ћеш сачувати живот и здравље своје деце“, која је штампана 1892. године у Пожаревцу.
Због болести се 1923. повукао из политичког живота, али је 1932. поново узео учешћа, као сенатор Дунавске бановине и на том месту га је затекла смрт.
Преминуо је 23. јануара 1933. године у Београду. Сахрањен је 24. јануара у Аркадама на Новом гробљу у Београду.

## Породица
Син Александар Вукчевић, рођен у Пожаревцу 1891. је био правник и дипломата.